# Foreign Policy
«Foreign Policy» (укр. Зовнішня політика) — американський журнал, заснований у 1970 році. Висвітлює новини міжнародної політики. Тираж складає понад сто тисяч екземплярів та виходить щодва місяці. Видання також щорічно публікує власну версію списку 100 світових інтелектуалів (The FP Top 100 Global Thinkers). 

## Історія
Журнал був заснований 1970 року професором Гарвардського університету Семюелем Гантінгтоном та його другом Уорреном Деміаном Маншелем, щоб висловити альтернативні погляди на американську зовнішню політику під час війни у В'єтнамі. Гантінгтон сподівався, що це буде "серйозно, але не науково, жваво, але не дерзко".
На початку 1978 року, після шести років тісного партнерства, Фонд Карнегі за міжнародний мир повністю викупив журнал. У 2000 році відбулась зміна формату від тонкого щоквартального академічного журналу до журналу, що публікується раз на два місяці. Були запущені міжнародні версії в Європі, Африці, Близькому Сході, Азії та Латинській Америці.
У вересні 2008 року журнал викупила The Washington Post Company (нині Ґрем Холдінгс Компанія). У 2012 році видання виросло у FP Group, відбулося розширення журналу Foreign Policy, щоб включити ForeignPolicy.com та FP Events.